# Pier Cloruro de' Lambicchi
Pier Cloruro de' Lambicchi è un personaggio immaginario protagonista di una omonima serie a fumetti ideata da Giovanni Manca e pubblicata sul Corriere dei Piccoli negli anni trenta e quaranta.

## Personaggio
Il personaggio è uno scienziato eccentrico che, nel suo laboratorio, riesce a creare una speciale vernice, denominata "Arcivernice", che ha la straordinaria proprietà di dar vita ai personaggi raffigurati nei quadri e nei disegni semplicemente spennellandovela sopra, riportando così in vita personaggi del passato (in genere personaggi medioevali o rinascimentali). Nascono così delle fantastiche avventure che si concludono abitualmente con il personaggio rianimato che si rivolta contro lo sfortunato inventore. Una volta l'arcivernice viene applicata anche su un ritratto dello stesso Pier Cloruro, così che apparve il suo sosia che caccia via l'originale, almeno temporaneamente, fuori di casa.

## Storia editoriale
Il personaggio venne ideato nel 1930 ispirandosi a un personaggio di una commedia, Trianon, che Manca aveva scritto per il teatro di Torino.
Il personaggio esordì sul Corriere dei Piccoli,  albo N. 23 dell'8 giugno del 1930, e poi venne pubblicato anche su Il Monello negli anni cinquanta, Il Giorno dei Ragazzi negli anni sessanta e poi di nuovo sul Corriere dei Piccoli negli anni settanta.
Le storie del "Corriere dei Piccoli", secondo la forma in uso in quei tempi, non presentavano la classica nuvoletta (da cui il nome "fumetto") contenente il testo come nei fumetti successivi. I testi occupavano invece una legenda sotto le vignette disegnate ed erano rigorosamente in rima.